# A23-as autópálya (Olaszország)
Az A23-as autópálya más néven Autostrada Alpe-Adria (Alpok-Adria autópálya) egy 120 km hosszúságú autópálya Olaszországban, Friuli-Venezia Giulia régióban. Fenntartója az Autovie Venete és a Autostrade per l'Italia. Az autópálya az osztrák-olasz határtól Tarvisiótól halad a Tagliamento folyó mellett majd elhagyva az Júliai-Alpokat Udine mellett elhaladva éri el Palmanova települést, ahol az A4-es autópályára csatlakozik. Az autópálya Olaszország és Közép-Európa országai közt teremt közvetlen kapcsolatot, emiatt kiemelt fontossággal bír.

## Építése
Az autópálya három szakaszban épült:
- 1. szakasz: Palmanova- Udine Sud (Udine Dél) közti szakasz 1966-ban lett átadva 2 éves építés után
- 2. szakasz: Udine Nord (Udine Észak) - Tarvisio 1973 és 1986 között épült.
- 3. szakasz: Udine Nord (Udine Észak) - Udine Sud (Udine Dél) közti szakasz 1988-ban nyílt meg 2 évnyi építés után.